# Worotynsk (Kaluga, Babyninski)
Worotynsk (russisch Вороты́нск) ist eine Siedlung städtischen Typs in der Oblast Kaluga (Russland) mit 11.288 Einwohnern (Stand 14. Oktober 2010).

## Geographie
Die Siedlung gehört zum Rajon Babyninski. Sie liegt etwas unterhalb des Zusammenflusses von Oka und Ugra, etwa 15 km Luftlinie westsüdwestlich der Stadtmitte des Oblastverwaltungszentrums Kaluga und gut 20 km nordöstlich des Rajonzentrums Babynino.
Worotynsk ist Sitz der Stadtgemeinde (gorodskoje posselenije) Possjolok Worotynsk, zu der außerdem die sechs umliegenden Dörfer Charskoje, Doroponowo, Kumowskoje, Ryndino, Scheinaja Gora und Ukolowka gehören.

## Geschichte
Die Siedlung entstand ab 1899, als dort die Eisenbahnstrecke von Moskau nach Brjansk vorbeigeführt wurde und eine Station für die etwa vier Kilometer südlich gelegene damalige Kleinstadt Worotynsk eröffnet wurde. Die erstmals 1155 in der Hypatiuschronik erwähnte Stadt war im Mittelalter Sitz des Adelsgeschlechts Worotynski. Im Jahr 1480 diente die Stadt Akhmat Khan, dem Führer der Goldenen Horde, als Lager während des Stehens an der Ugra.
Die bereits im 18. Jahrhundert unbedeutende Stadt (saschtatny gorod; Stadt ohne Verwaltungsfunktion) verlor 1919 die Stadtrechte, ist seither Dorf (selo) und gehört heute zum benachbarten Rajon Peremyschlski. Dagegen wuchs die Bedeutung der verkehrstechnisch günstiger gelegenen Siedlung, zusätzlich durch die Eröffnung eines Militärflugplatzes östlich des Ortes in den 1930er-Jahren.
In den 1990er-Jahren erhielt Worotynsk den Status einer Siedlung städtischen Typs.

### Bevölkerungsentwicklung
| Jahr | Einwohner |
| ---- | --------- |
| 2002 | 11.099    |
| 2010 | 11.288    |

Anmerkung: Volkszählungsdaten

## Wirtschaft

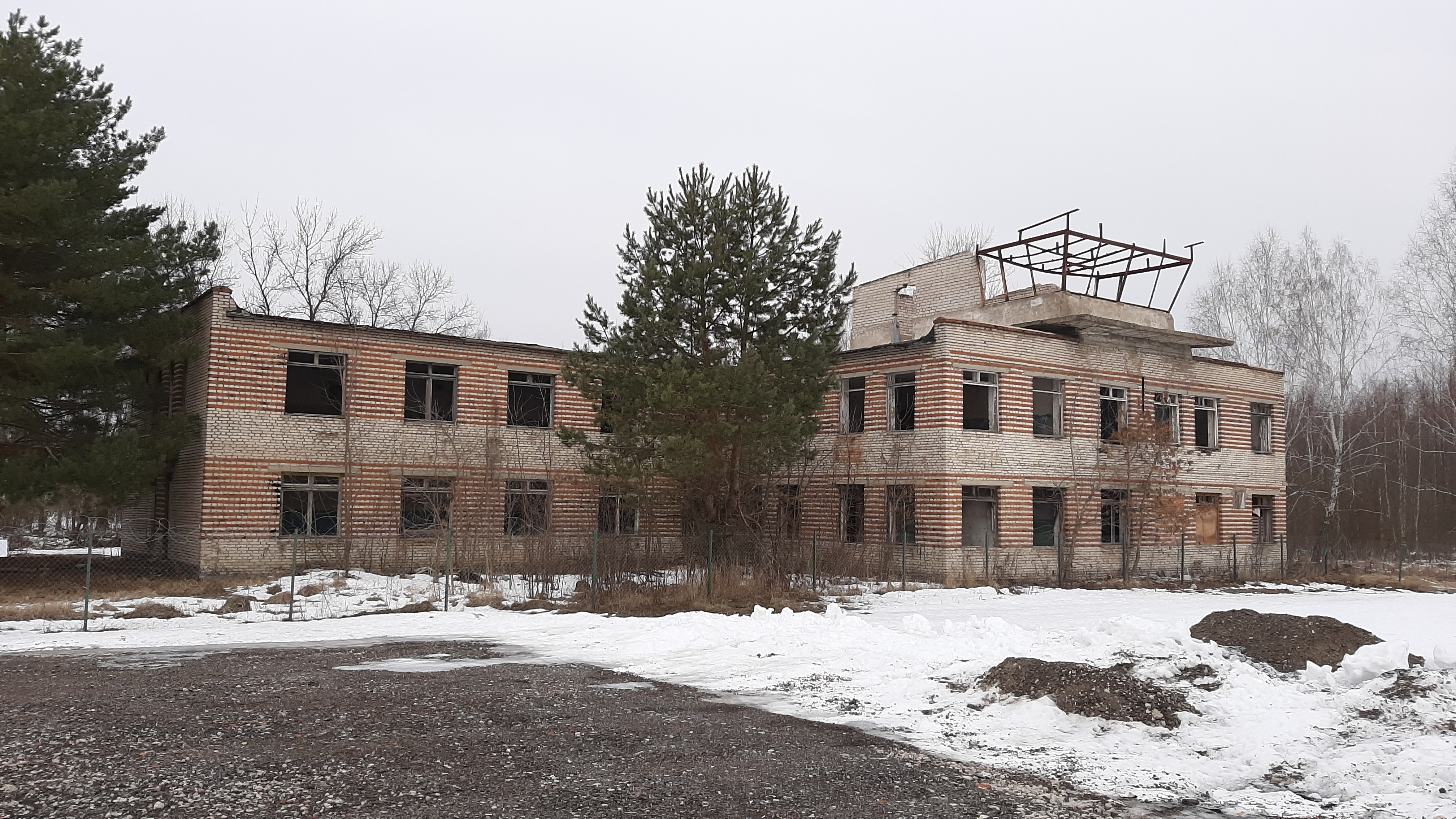
Der ehemalige Tower des Flugplatzes

In Worotynsk gibt es ein Keramikwerk. Der auch Oreschkowo (russisch Аэродром Орешково) genannte Militärflugplatz wurde 2013 geschlossen, nachdem die zuletzt dort stationierte Einheit, das 45. selbständige Hubschrauberregiment, 2010 nach Wjasma verlegt worden war.